# Little Man (film, 2006)
Pour les articles homonymes, voir Little Man et Petit Homme.
Pour plus de détails, voir Fiche technique et Distribution.
Little Man, ou Petit Homme au Québec, est un film américain réalisé par Keenen Ivory Wayans sorti en 2006, basé sur un scénario des frères Wayans.

## Synopsis
Un homme découvre un enfant devant sa porte. Pressé d'être père, il s'occupe de l'enfant, qui s'avère en fait être un criminel de petite taille en fuite.

## Fiche technique
- Titre original : Little Man ou LiTTLEMAN
- Titre français : Little Man
- Titre québécois : Petit Homme
- Réalisation : Keenen Ivory Wayans
- Scénario : Keenen Ivory Wayans, Marlon Wayans & Shawn Wayans
- Production : Keenen Ivory Wayans, Marlon Wayans, Shawn Wayans, Rick Alvarez et Lee R.Mayes
- Société de production : Gaumont Columbia Tristar Films France
- Musique : Teddy Castellucci
- Photographie : Steven Bernstein (en)
- Montage : Nick Moore
- Décors : Leslie Dilley
- Pays d'origine :  États-Unis,  Canada
- Langue originale : anglais
- Format : Couleurs - 1,85,1 / Dolby Digital
- Genre : Comédie
- Durée : 93 minutes
- Dates de sortie :
  -  Australie : 13 juillet 2006
  -  États-Unis : 13 juillet 2006
  -  France : 9 août 2006
  -  Belgique : 9 août 2006

## Distribution
- Marlon Wayans (VF : Lucien Jean-Baptiste ; VQ : Patrice Dubois) : Calvin Simms
- Shawn Wayans (VF : Diouc Koma ; VQ : Louis-Philippe Dandenault) : Darryl Edwards
- Kerry Washington (VF : Magaly Berdy) : Vanessa Edwards
- John Witherspoon (VF : Christophe Peyroux ; VQ : Yves Corbeil) : Grand-père
- Tracy Morgan (VQ : Tristan Harvey) : Percy Pryor
- Lochlyn Munro (VF : Luc Boulad) : Greg Ault
- Chazz Palminteri (VF : Gabriel Le Doze ; VQ : Jacques Lavallée) : Monsieur W
- Molly Shannon : Soccer Mom
- David Alan Grier (VQ : Stéphane Rivard) : Jimmy
- Dave Sheridan (VF : Xavier Couleau ; VQ : Sébastien Dhavernas) : Rosco
- John DeSantis (VF : Gérard Lanvin ; VQ : Benoît Brière) : Bruno
- Fred Stoller (en) (VF : Guillaume Lebon) : Richard Sellens
- Brittany Daniel (VF : Brigitte Virtudes) : Brittany Ault
- Linden Porco (en) et Gabe Pimental : le corps de Calvin
- Alex Borstein : Janet Sellens
- Kelly Coffield Park (en) : la bijoutière
- Damien Dante Wayans (VF : Günther Germain) : l'officier Wilson
- Gary Owen (en) : l'officier Jankowski
- Moneca Delain : la serveuse du hockey
- Rob Schneider (VF : Patrice Baudrier) : l'homme déguisé en Dinosaure Rex (caméo, non crédité)

 Source et légende : version française (VF) sur RS Doublage et version québécoise (VQ) sur Doublage Québec

## Autour du film
- Le petit corps que l'on voit tout au long du film est le corps du petit acteur Linden Porco. Ensuite le visage de Marlon Wayans a été ajouté lors du montage final. Le rôle de Calvin Simms était au départ proposé à Vin Diesel, Dwayne Johnson, Jason Statham, Martin Lawrence et Bruce Willis.

La scène où Calvin attaque l'un des hommes de main de Walken (Chazz Palminteri) dans le noir et fait semblant de dormir lorsque ce dernier allume la lumière est une référence à un ancien cartoon des Looney Tunes dans lequel Bugs Bunny recueille un bébé gangster.
Le film a eu droit à un remake algérien intitulé Le Diamant.